# (135571) 2002 GG32
(135571) 2002 GG32 est un objet transneptunien en résonance 2:5 avec Neptune découvert le 8 avril 2002 par Marc William Buie.

## Caractéristiques
2002 GG32 mesure environ 160 km de diamètre, ce corps est en résonance avec Neptune dans le rapport 2:5.